# Noah's Ark (album)
Noah's Ark is een muziekalbum van CocoRosie uit 2005.

## Tracks
1. "K-Hole" – 4:10
2. "Beautiful Boyz" – 4:37
3. "South 2nd" – 4:09
4. "Bear Hides and Buffalo" – 4:14
5. "Tekno Love Song" – 3:54
6. "The Sea Is Calm" – 3:39
7. "Noah's Ark" – 4:13
8. "Milk" – 0:34
9. "Armageddon" – 4:04
10. "Brazilian Sun" – 4:38
11. "Bisounours" – 4:06
12. "Honey or Tar" – 2:08
13. "Oh Sailor – 3:50 (Bonus Track Australian CD)

## Muzikanten
- CocoRosie
- Antony (Antony & The Johnsons)
- Devendra Banhart